# دارشکنک زیتونی
دارشکنک زیتونی (نام علمی: Picumnus olivaceus) نام یک گونه از سرده دارشکنک‌ها است.